# Sela pri Šentjerneju
Sela pri Šentjerneju je naselje u slovenskoj Općini Šentjerneju. Sela pri Šentjerneju se nalazi u pokrajini Dolenjskoj i statističkoj regiji Donjoposavskoj regiji. 

## Stanovništvo
Prema popisu stanovništva iz 2002. godine naselje je imalo 100 stanovnika.